# پی. دی. آسپنسکی
پیتر دی. آسپنسکی (۴ مارس ۱۸۷۸ – ۲ اکتبر ۱۹۴۷) (پیوتر دمیانویچ آسپنسکی، یا اوسپنسکی، Демьянович Успенский، فیلسوف رازورمزگرای روسی که به دلیل شرحش از آثار آغازین یونانی ارمنی آموزهٔ رازورمزگرای جورج ایوانویچ گورجیف که او را در ۱۹۱۵ (۱۲۹۴) در مسکو ملاقات کرد، شناخته شده شد.
از آن پس او با انگاره‌ها و آدابی که از گورجیف سرچشمه می‌گرفت ارتباط داشت. در ۱۹۲۴ (۱۳۰۳) از گورجیف جدا شد و عده‌ای از جمله رودنی کالینز می‌گویند که سرانجام "سیستم" گورجیف را که به مدت ۲۵ سال در انگلستان و ایالات متحده با مردمان سهیم شده بود، رها کرد، اما گفتهٔ ثبت شدهٔ خود او در این باره (ثبت ملاقاتها که پس از مرگش به چاپ رسید) و همین‌طور تأکید آسپنسکی روی "باید از نو آغاز کنی" پس از آنکه اعتراف می‌کند "من سیستم را ترک کردم"، درستی این داوری را تضمین نمی‌کند؛ این همه در لین پلیس ساری انگلستان در ۱۹۴۷ (۱۳۲۶) درست پیش از مرگش روی داد. در حالی که در ۱۳۰۳ (۱۹۲۴) در لندن سخنرانی می‌کرد، اعلام کرد که راهی را که در ۱۳۰۰ (۱۹۲۱) آغاز کرده بود به شکلی خودمختار دنبال می‌کند. در کل آسپنسکی سیستم گورجیف را به شکلی مستقیم زیر نظارت خود گورجیف به مدت دهسال از ۱۹۱۵ تا ۱۹۲۴ (۱۲۹۴-۱۳۰۳) مطالعه کرد. کتاب آسپنسکی در جستجوی معجزه‌آسا بازگویی چیزهایی است که او در آن سال‌ها از گورجیف آموخت.

## مسیر زندگی
آسپنسکی در مسکو به دنیا آمد. در ۱۸۹۰ ( ۱۲۶۹) به ژیمنازیوم دوم مسکو که مدرسهٔ دولتی پسران ۱۰ تا ۱۸ ساله بود رفت. در سن شانزده سالگی، به دلیل نقاشیهای که روی دیوار مدرسه کشید درست در جایی که بازرسی که از مدرسه دیدن می‌کرد بتواند ببیند، از مدرسه اخراج شد، از آن پس کمابیش به تنهایی به تحصیل پرداخت. در ۱۹۰۶ (۱۲۸۵) در دفتر ویراستاری روزنامهٔ صبح مسکو کار می‌کرد. در پائیز ۱۹۱۳ (۱۲۹۲)، پیش از جنگ جهانی اول، در جستجوی معجزه‌آسا به خاورزمین سفر کرد، اما اندکی پس از شروع جنگ بزرگ جهانی به مسکو بازگشت. در آنجا با گورجیف ملاقات کرد و خانم سوفی گریگورینوا مکسزیمنکو را به همسری گرفت، اما معشوقه‌ای هم به نام آنا ایلنشنا بوتکووسکی هم داشت.
نخستین کتابش بُعد چهارم، در ۱۹۰۹ (۱۲۸۸) و کتاب دوم ارغنون سوم در ۱۹۱۲ (۱۲۹۱) و الگوی تازه‌ای از عالم در ۱۹۳۱ (۱۳۲۰) به چاپ رسید. در آخرین کتابش به بحث در بارهٔ رازورمزگرایی می‌پردازد. داستان بلندی هم به نام زندگی غریب ایوان اوسوکین نوشته که در آن مفهوم بازگشت ابدی را کندوکاو می‌کند. در جستجوی دانش و معرفت در اروپا و خاورزمین ـ هند، سیلان و مصر ـ به سفر می‌پردازد. پس از بازگشتش به روسیه و آشنایی با گورجیف در ۱۹۱۵ (۱۲۹۴)، چند سال بعدی را به مطالعه با او می‌گذراند. بنا به اوشو، وقتی آسپنسکی برای نخستین بار به دیدن گورجیف رفت، گورجیف مرتاض (فقیر) ناشناخته‌ای بود و آسپنسکی بود که او را نزد خوانندگانش پرآوازه ساخت.
با انکار کردن واقعیت نهایی جنبش در کتابش ارغنون سوم، فرمول منطقی شناسایی "الف، الف است" ارسطو را هم نفی می‌کند و سرانجام در منطق عالیتر خود نتیجه می‌گیرد که الف هم الف و نه غیرالف است بی‌آنکه مشخص کند که در فرمول ارسطو هم الف می‌تواند هم الف باشد و هم الف نباشد، اما نه همزمان. مهاجری روسی به نام نیکولاس بسارابوف بدون آگاهی آسپنسکی نسخه‌ای از ارغنون سوم را به آمریکا می‌برد و در دستان معماری به نام کلود برگدون می‌گذارد که روسی بلد بود و به بعد چهارم علاقه داشت. برگدون که طرح خود از هیپرکیوب را در بنای اتاق بازرگانی روچستر گنجانیده بود، این کتاب را به انگلیسی برگردانید. برگدون سپس کتاب را چاپ کرد که با چنان موفقیتی رویاروی شد که سرانجام به دست آلفرد ناپف رسید. در ان زمان، سال‌های نخست دههٔ بیست میلادی، برگدون آسپنسکی را که تا آن زمان ناشناخته بود در قسطنطنیه پیدا کرد و مقداری از پول چاپ کتابش را به او پرداخت کرد.
شخصیتهای ادبی زیادی به سخنرانی‌های آسپنسکی در لندن می‌رفتند از جمله آلدوس هاکسلی، تی.اس. الیوت، جرالد هرد، و دیگر نویسندگان، روزنامه‌نگاران و دکترها. نفوذش بر صحنهٔ ادبی سال‌های ۲۰ و ۳۰ سدهٔ بیستم میلادی و آوانگارد روسی شگرف بود، اما هنوز زیاد شناخته شده نبود.
آسپنسکی بحث نوآورانه‌ای در بارهٔ سرشت و تجلی رابطهٔ جنسی در کتابش الگوی تازه‌ای از عالم پیش کشید که از جمله میان اروتیک و پورنوگرافی تمایز می‌گذارد.
در سال‌هایی که در مسکو بود، آسپنسکی برای چندین روزنامه قلم می‌زد و علاقهٔ ویژه‌ای به انگارهٔ در آن زمان باب روز بعد چهارم از خود نشان می‌داد. نخستین اثری که از او به چاپ رسید بعد چهارم بود. در این کتاب او این موضوع را در کنار انگاره‌های در آن زمان فراگیر در آثار چارلز اچ. هینتون که بعد چهارم را گستره‌ای در فضا نشان می‌داد کندوکاش کرد. برخوردش با زمان به عنوان بعد چهارم را تنها به شکلی غیرمستقیم در داستان بلندی با نام زندگی غریب ایوان اوسوکین پیش می‌کشد که در آن نظریهٔ بازگشت ابدی را هم کندوکاو می‌کند.

## سالهای بعدی زندگی
پس از انقلاب بلشویک در روسیه، آسپنسکی از راه استانبول به لندن رفت. جی.آر.اس. مید به بُعد چهارم علاقه‌مند شد و خانم راثرمور، همسر مغناطیسم مطبوعات خواستار این بود که اخبار ارغنون سوم آسپنسکی را پراکنده کند، در حالی‌که آشنای دیگر آسپنسکی آلفرد ریچارد اوراژ داشت در بارهٔ آسپنسکی با دیگران سخن می‌گفت. به دلیل دستور حکومت بریتانیا، گورجیف اجازه نیافت در لندن اقامت گزیند. سرانجام با پول زیادی که آسپنسکی و دوستانش گردآوری کردند به فرانسه رفت و نزدیک پاریس در پریورهٔ فونتن‌بلو، آون منزل گزید. در همین زمان، پس از بنیاد نهادن نهاد تکامل هماهنگ مردم (انسان)، در فرانسه بود که آسپنسکی به این نتیجه‌گیری رسید که دیگر نمی‌توانست آموزگار گذشتهٔ خود را بفهمد و تصمیم گرفت به همکاری خود با او پایان نهد و سازمان خودش را به نام انجمن مطالعهٔ روان‌شناسی به‌هنجار بنیاد نهاد که اکنون به نام انجمن مطالعه شناخته می‌شود. با این حال، در بارهٔ آموزه‌های گورجیف در کتابی که از ابتدا نامش را پاره‌هایی از آموزه‌ای ناشناخته گذاشته بود قلم می‌زد که پس از مرگش در ۱۹۴۷ (۱۳۲۶) به نام درجستجوی معجزه‌آسا به چاپ رسید. در حالی‌که این کتاب از سوی برخی از کسانی که از آموزه‌های گورجیف پیروی کرده‌اند به عنوان بازنمود تنها جزئی از کلیت انگاره‌های گورجیف نقد شده‌است، با این حال نوشته‌ای است که به احتمال زیاد کوتاه‌ترین توضیح آموزهٔ گورجیف است. این اثر در تقابل با نوشته‌های خود گورجیف از جمله قصه‌های بلزباب برای نوه‌اش است که انگاره‌ها و اصول آموزه‌های گورجیف تنها در زیرحجاب استعاره و تمثیل یافتنی است. لازم است توجه شود که آسپنسکی برای انتشار در جستجوی معجزه‌آسا از گورجیف اجازه گرفته بود، در حالیکه از قرار این اجازه از تمامی دیگر شاگردان گورجیف دریغ شده بود، حتی در مواردی که موضوعی که آسپنسکی در باره‌اش قلم زده بود بسیار ناکامل یا ناروشن می‌نمود.
آسپنسکی در ۱۹۴۷ (۱۳۲۶) در لین پلیس، ساری از این جهان رخت برمی‌بندد. اندکی پس از مرگش در ۱۳۲۶، روانشناسی تکامل احتمالی مردم (آدمی) به چاپ می‌رسد. دستنوشته‌های برخی از سخنرانی‌هایش با نام راه چهارم در ۱۹۵۷ (۱۳۳۶) به چاپ می‌رسد که بیشتر مجموعه‌ای از نشستهای پرسش و پاسخ است. این کتاب به مفاهیم مهمی هم برای شروع و هم پیشرفت شاگردان این آموزه‌ها به‌طور مفصل می‌پردازد.
مقالات آسپنسکی در کتابخانهٔ دستنوشته‌ها و بخش آرشیو دانشگاه ییل نگاهداری می‌شود.

## آموزه
پس از آنکه آسپنسکی از گورجیف جدا شد، به آموزش مکتب راه چهارم به گروه‌های خودمختار خود، به صورتی که خود آن را می‌فهمید پرداخت.

### راه چهارم
در محفلهای رازورمزگرا در کل سه راه شناخته شدهٔ تکامل بخشیدن به خود پرآوازه است که عبارتند از: راه فقیر (مرتاض)، که تنها به تن فیزیکی می‌پردازد، راه راهب که تنها به عواطف و راه یوگی که تنها به ذهن می‌پردازد. آنچه در میان این سه راه مشترک است این است که خواستار کناره‌گیری کامل از دنیا هستند. بنا به گورجیف، راه چهارمی وجود دارد که از پیروانش نمی‌خواهد که تارک دنیا شوند. کار تکامل بخشیدن به خود درست در هنگامهٔ زندگی معمولی پیش برده می‌شود. گورجیف این سیستم را، مکتبی از راه چهارم می‌نامید، جایی‌که هر کس یاد می‌گیرد که در هماهنگی با تن فیزیکی، عواطف و ذهنش کار کند. آسپنسکی این انگاره را گرفت و مکتب خود را در این مسیر ادامه داد.
پی.دی. آسپنسکی اصطلاح راه چهارم را پررنگ کرد و آن را کانون آموزش انگاره‌های گورجیف از سوی خود کرد.
در میان شاگردانش می‌توان از رودنی کالینز، موریس نیکول، رابرت اس دو راپ، کنث والکر و دکتر فرانسیس رولز نام برد.

### به یاد آوردن خود
آسپنسکی خود به دشواریهایی که با به یادآوردن خود تجربه کرده اعتراف می‌کند؛ تکنیکی که گورجیف او را با آن آشنا کرده بود. گورجیف به او توضیح داده بود که این پیوند گمشده با تمام چیزهای دیگر بوده‌است. در حالی‌که در روسیه آسپنسکی خود این تکنیک را با میزانی از موفقیت می‌آزماید، در سخنرانیهایش در لندن و آمریکا روی تمرین کردن آن تأکید می‌کند. این تکنیک نیازمند تقسیم توجه است تا هر کس نه تنها به چیزی که در بیرون او می‌گذرد توجه داشته باشد، بلکه همزمان متوجه آنچه که در درونش هم می‌گذرد باشد. ا.ل. وولینسکی، یکی از آشنایان آسپنسکی در روسیه به آسپنسکی اشاره می‌کند که این چیزی بود که پروسور ووندت به آن اندریافت (دریافت انگاره‌های تازه بر اساس تجربه‌های گذشته) می‌گفت. آسپنسکی از باور او سر باز زد. گورجیف این اصل روسیکروسی (روزی کروشن) را توضیح داده بود که برای رسیدن به نتیجه یا تجلی، سه چیز لازم است. با به یاد آوردن خود، و مشاهدهٔ خود دو چیز را داریم. سومی از سوی آسپنسکی در گفته‌اش در بارهٔ وژدان (وجدان) چنین توضیح داده می‌شود: ابراز نکردن عواطف منفی.
بنا به بریل پوگوسن، نویسندهٔ زندگی کار "... تنها تنگدستی واقعی، نداشتن شناخت از خود است."

## آثار چاپ شدهٔ آسپنسکی
- ارغنون سوم: سومین قانون اندیشه، کلیدی برای چیستانهای دنیا (برگردان از روسی نیکولاس بسارابوف و کلود برگدون)
- الگوی تازه‌ای از عالم، اصول روش روانشناسانه برای کاربرد آن در پرسشهای علوم، دین و هنر (برگردان ار روسی، مرتون با نظارت نویسنده)
- گفتگوهایی با یک شیطان (روسی، ۱۹۱۶). برگردان از روسی کاتیا پتروف
- روانشناسی تکامل ممکن مردم (آدمی).
- زندگی غریب ایوان اوسکین
- در جستجوی معجزه‌آسا: پاره‌هایی از آموزه‌ای ناشناخته، برگردان به فارسی، رویا منجم، سامان سجادی، نشر علم، ۱۳۸۵.
- راه چهارم: سخنرانیها و پرسش و پاسخهایی بر شالودهٔ آموزش گورجیف (آماده شده با نظارت سوفیا آسپنسکی)
- نامه‌هایی از روسیه، ۱۹۱۹
- وژدان (وجدان): جستجوی راستی‌ودرستی.
- گزارش بعدی: گزیده‌هایی از ملاقاتها ۱۹۲۸-۱۹۴۵
- نمادگرایی تارو (برگردان از روسی پوگوسکی)
- روانشناسی تکامل ممکن مردم و کیهان‌شناسی تکامل ممکن مردم، ویرایش محدودی از متن مشخص سخنرانیهای روانشناسی و کیهان‌شنساسی، ۱۹۳۴-۱۹۴۵
- مجموعهٔ یادوارهٔ پی.دی. آسپنسکی، کتابخانهٔ دانشگاه ییل، یادداشتهای آرشیو از ملاقاتهای ۱۹۳۵-۱۹۴۷

### کتابهای دیگر برای مطالعه در این زمینه
- Girard Haven; Carlos Labbate.Dear Friend: Letters Based on the Teachings of G.I. Gurdjieff and P.D. Ouspensky, Ulysses Books; 1st edition 2003. ISBN 0-9645782-7-1.
- Bob Hunter: Don't Forget: P.D. Ouspensky's Life of Self-Remembering, Bardic Press, 2006. ISBN 0-9745667-7-2.
- Gary Lachman: In Search of P. D. Ouspensky: The Genius in the Shadow of Gurdjieff. Quest Books, 2004, ISBN 0-8356-0840-9.Chapter VI, Online
- J. H. Reyner: Ouspensky, The Unsung Genius. George Allen & Unwin, London, 1981, ISBN 0-04-294122-9.
- Colin Wilson: The Strange Life of P. D. Ouspensky. The Aquarian Press, 1993, ISBN 1-85538-079-X.

### پیوندها
- The Ouspensky Foundation
- appreciation by James Moore and bibliography by J. Walter Driscoll[پیوند مرده]
- Ouspensky's Historical Choreography
- A Brief Discussion of Ouspensky's Thought by Michael Presley
- Tertium Organum (full text at sacred-texts.com)